# Sensi (Anna Tatangelo)
Sensi è un singolo della cantante pop italiana Anna Tatangelo, pubblicato il 24 giugno 2011 dall'etichetta discografica Sony.
Il brano è stato scritto da Adriano Pennino e Giuseppe Anastasi e prodotto da Pennino e Gigi D'Alessio ed è stato estratto come terzo singolo dall'album Progetto B.

## Video musicale
Il videoclip della canzone è stato diretto da Cosimo Alemà e prodotto da The Mob. Il video è stato pubblicato sul canale VEVO della cantante il 27 giugno 2011, ricevendo critiche generalmente positive. In esso infatti Anna appare in una veste allegra e giovanile, in un susseguirsi di cambi di look e scene colorate insieme a diversi ballerini.

## Tracce
Download digitale
1. Sensi – 3:41 (Adriano Pennino, Giuseppe Anastasi)

## Classifiche
| Classifica (2011)         | Posizione massima |
| ------------------------- | ----------------- |
| Italia (airplay italiane) | 20                |